# Magasinet, 20:00
Magasinet, 20:00 var ett nyhets- och samhällsorienterat intervjuprogram med Stina Lundberg Dabrowski  som programledare.  Programmets sändes på SVT mellan 1985 och 1986.

## Medverkande
Ingmar Bergman med flera.